# Villafer

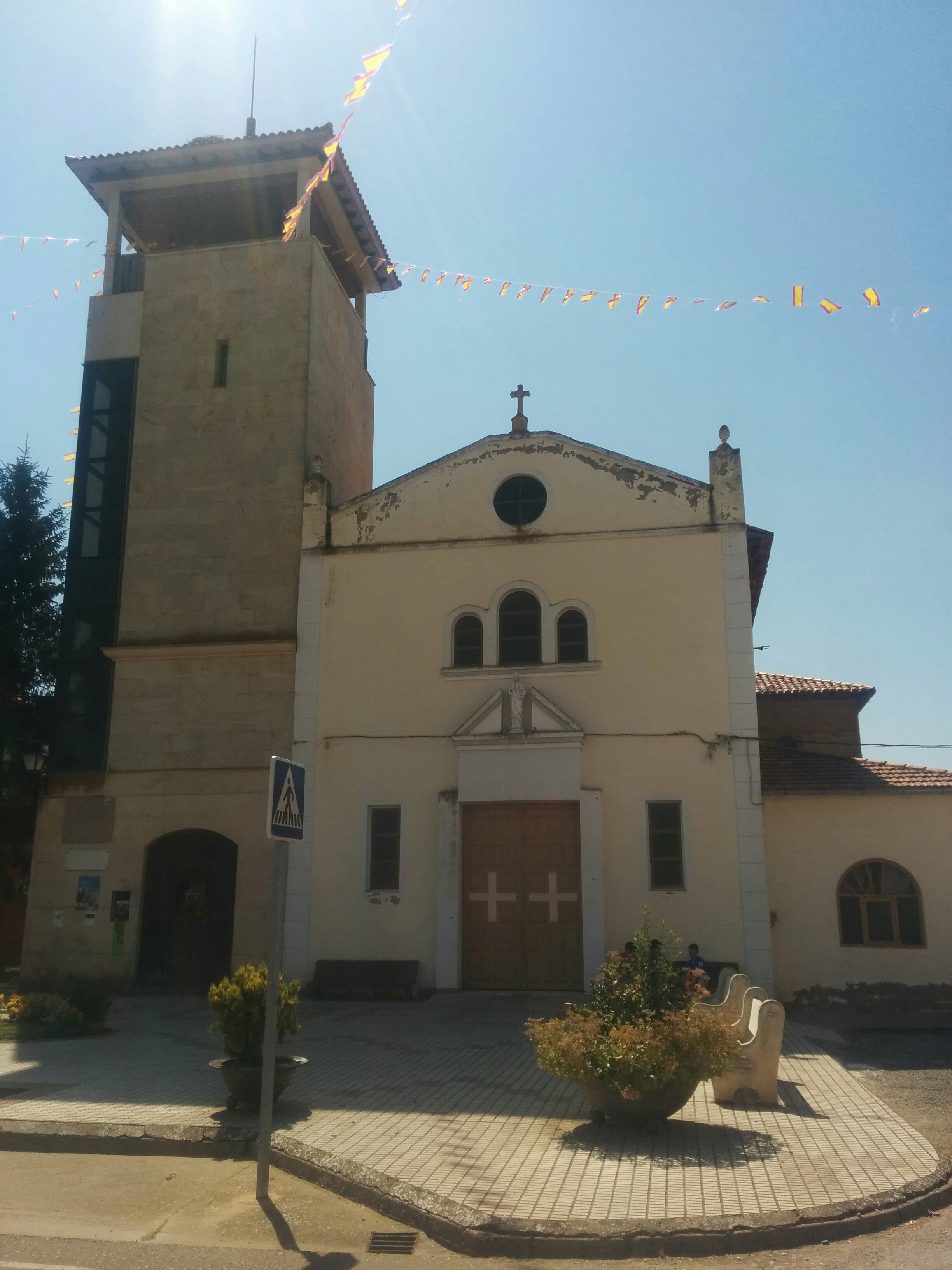
Iglesia de Villafer

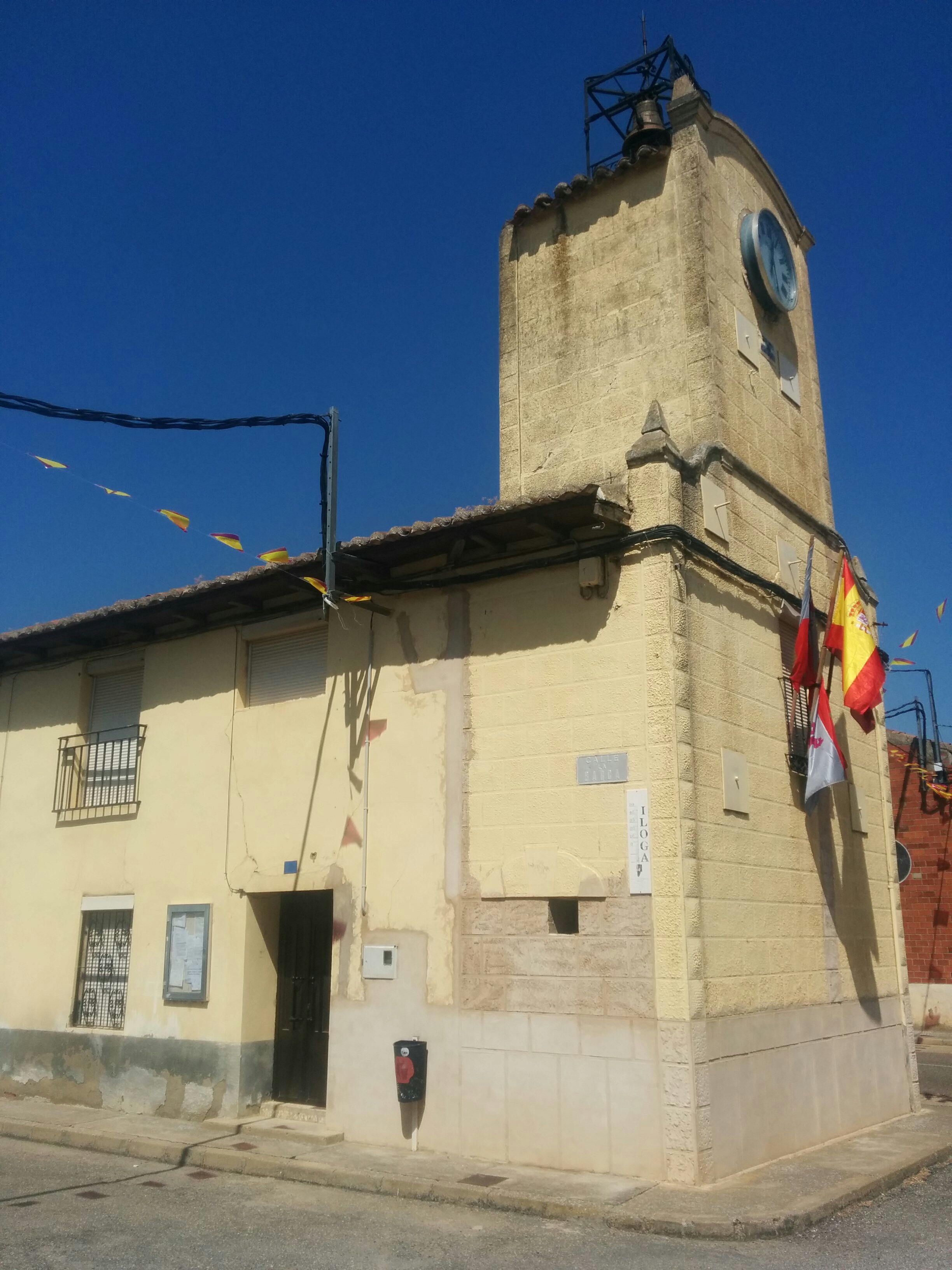
Lateral de la Torre del reloj

Villafer es una localidad y pedanía española perteneciente al municipio de Villaquejida, en la provincia de León, comunidad autónoma de Castilla y León. Se ubica en la Vega del Esla. Está situado en la LE-412.
Fue cabecera de su propio municipio hasta 1975, quedando desde entonces incorporado al municipio de Villaquejida.

## Demografía
| Gráfica de evolución demográfica de Villafer entre 1857 y 1970 |
| |
| Población de derecho según los censos de población del INE Población de hecho según los censos de población del INE Entre el censo de 1981 y el anterior este municipio desaparece porque se integra en Villaquejida Entre el censo de 1857 y el anterior aparece este municipio porque se segrega de Castilfalé |

Tiene 216 habitantes, 109 varones y 107 mujeres, de los cuales 208 viven concentrados en el núcleo y 8 diseminados.